# Карпио (Северна Дакота)
Карпио (енгл. Carpio) град је у америчкој савезној држави Северна Дакота.

## Демографија
По попису из 2010. године број становника је 157, што је 9 (6,1%) становника више него 2000. године.
| Група             | 2000.        | 2010.       |
| Белци             | 148 (100,0%) | 156 (99,4%) |
| Афроамериканци    | 0 (0,0%)     | 0 (0,0%)    |
| Азијати           | 0 (0,0%)     | 0 (0,0%)    |
| Хиспаноамериканци | 0 (0,0%)     | 0 (0,0%)    |
| Укупно            | 148          | 157         |